# Éder Aleixo
Éder Aleixo de Assis (Vespasiano, 25 mei 1957) is een voormalige Braziliaanse voetballer.
Hij begon zijn carrière bij América Mineiro en speelde later voor onder meer Grêmio en Fenerbahçe. Tevens speelde hij 54 keer voor de Braziliaanse nationale voetbalploeg en scoorde daarbij 9 doelpunten. Hij werd internationaal bekend door zijn deelname aan het Wereldkampioenschap voetbal 1982, toen hij als linksbuiten in alle vijf wedstrijden van het Braziliaanse elftal meespeelde en twee van de mooiste doelpunten van het WK maakte. In deze periode kreeg hij de bijnaam "o canhão" ("de canon") vanwege zijn schotkracht.
Op nationaal niveau won hij de regionale kampioenschap twee keer met Grêmio en vijf keer met Atlético Mineiro.